# Cầu Gangdong
Cầu Gangdong (tiếng Hàn: 강동대교) là một cây cầu bắc qua sông Hán ở Hàn Quốc, kết nối thành phố Guri và quận Gangdong của Seoul. Cầu và đường dẫn lên cầu dài 1.126 m, trong đó phần cầu dài 790 m, nhịp chính dài 125 m, rộng 26,72 m; khởi công năm 1988 và hoàn thành vào ngày 29 tháng 11 năm 1991. Cầu là một phần của tuyến đường cao tốc vành đai 1 vùng thủ đô Seoul.